# Nur Ashki Jerrahi
La orden sufí Nur Ashki Jerrahi es una orden derviche moderna (tariqah) del sufismo. Es una rama de la Tariqah Halveti-Jerrahi de Estambul, Turquía, y fue fundada a principios de 1980 por los sufíes norteamericanos Nur al-Anwar al-Jerrahi  (Lex Hixon) y Fariha al-Jerrahi (Philippa de Menil) después de que recibió la transmisión directa de su maestro, el jeque Muzaffer Ozak (Ashki) al-Jerrahi, el gran jeque de la Orden Halveti-Jerrahi en ese momento. Sheikh Muzaffer Ozak al- Jerrahi fue el XIX sucesor de Hazreti Pir Muhammad Nureddin al-Jerrahi, el pir fundador de la Orden Halveti-Jerrahi. 

## General
La orden sufí Nur Ashki Jerrahi tiene su sede en la Dergah al- Farah, en la ciudad de Nueva York.
Después de su creación, la orden rápidamente encontró seguidores en los Estados Unidos y México. Como la orden creció, demostraron tolerancia de buscadores de Dios de cualquier religión y organizaron reuniones con los miembros de otras comunidades religiosas.
Cuando Nur al- Jerrahi murió en 1995 , Sheikha Fariha Fatima al- Jerrahi , de Nueva York, le sucedió como líder de la orden.

### Sufi Books
En la ciudad de Nueva York, los miembros de la orden echaron a andar una librería llamada Sufi Books, donde poseen una gran selección de libros sobre sufismo y misticismo religioso de Pir Press, la editorial también a cargo de la orden.
La Masjid (mezquita) al- Farah se encuentra en el 245 West Broadway, Nueva York, NY 10013, en el distrito de Tribeca. Feisal Abdul Rauf sirvió como imán de la Masjid al- Farah entre 1983 y 2009. Es uno de los responsables detrás del Instituto de Córdoba.

## Lugares
La orden Nur Ashki Jerrahi Order cuenta con comunidades de derviches en los siguientes lugares:
- New York
- Ciudad de México
- Albuquerque, NM
- Atlanta, GA
- Boulder, CO
- Chicago, IL
- Crestone, CO
- Honolulu, HI
- Kansas City, MO
- Lansing, MI
- Las Vegas, NM
- Minneapolis, MN
- Nashville, TN
- Oakland, CA
- Orange County, CA
- Portland, OR
- Washington D. C.
- Liverpool, England
- Illawarra, Australia
- Cuernavaca, Morelos
- Oaxaca, Oaxaca
- Singapur